# Cenopalpus musai
Cenopalpus musai är en spindeldjursart som beskrevs av Dosse 1975. Cenopalpus musai ingår i släktet Cenopalpus och familjen Tenuipalpidae. Inga underarter finns listade i Catalogue of Life.